# Бриджит Джонс: Грани разумного (роман)
«Бри́джит Джонс: Гра́ни разу́много» (англ. Bridget Jones: The Edge of Reason) — роман английской писательницы Хелен Филдинг, продолжение романа «Дневник Бриджит Джонс», вторая часть истории среднестатистической обитательницы Лондона Бриджит Джонс, которая нашла любимого человека, но учится строить с ним серьёзные, конструктивные отношения.

## Сюжет
В основе сюжета романа лежит поздний роман Джейн Остин «Доводы рассудка». Сюжетная линия изящно вписана в современную британскую действительность. Помимо жизнеописания самой Бриджит в романе упоминаются два события, которые указывают на год действия (1997 год), — это приход к власти правительства Тони Блэра и гибель принцессы Дианы. Если первое описывается в романе с юмористической стороны, то второе заставляет главную героиню задуматься над своей жизнью.
Сюжет не просто переплетается с романом Остин, некоторые сцены воспроизводятся практически дословно.

| «Так это с вами, а не с вашей сестрой, мой брат имел удовольствие быть знакомым, когда он жил в этом графстве. <...> Вы, наверное, не слышали, что он женат», — добавила миссис Крофт. Она [Энн] ответила, как полагалось, и почувствовала облегчение, когда миссис Крофт дальше объяснила, что имела в виду мистера Уэнтворта, и не сказала ничего, что не подошло бы обоим братьям.Джейн Остин. Доводы рассудка.Глава 6 | «Мой сын! Он женится!» — проорал адмирал Дарси. Комната вдруг поплыла. Женится?.. <...> «Я думаю, Уна спрашивала про Марка, а не про Питера, милый. <...> Питер наш второй сын, живёт в Гонконге. Он женится в июне...»Хелен Филдинг. Бриджит Джонс: грани разумного. Понедельник, 3 марта. |

Также практически дословно воспроизведена сцена, когда Капитан Уэнтворт пишет Энн письмо с признанием, когда слышит её разговор с Харвилом о том, что женщины любят даже тогда, когда надежды нет. Точно так же Марк Дарси на литературном вечере пишет Бриджет записку после того, как слышит её слова о женском постоянстве. Заметное сходство прослеживается в сцене, где Энн, укрывшись в зарослях орешника, случайно услышала разговор Уэнтворта и Луизы о себе и о решительной натуре последней. Точно так же Бриджит в саду услышала разговор Марка и Ребекки.
«Грани разумного» содержат гораздо больше прямых отсылок и более чем прозрачных намёков на «Доводы рассудка», чем содержится в «Дневнике Бриджит Джонс» на «Гордость и предубеждение». Помимо этого Хилдинг снова заимствовала у Остин героев — Джайлс Бенвик и адмирал Дарси стали ещё одним комплиментом вдохновительнице романа.

### Краткое содержание
Бриджит Джонс начинает новую фазу своей жизни: теперь у неё есть постоянный, надёжный, адекватный бойфренд. Отношения с ним она строит на основе психологических книг. Но не всё так радужно: мать затевает очередную авантюру и уезжает с подругами в Кению, а давняя знакомая Ребекка пытается всеми силами отбить Марка. Изо всех сил делая вид, что ей не до Ребекки, Бриджит пытается не показывать, как глубоко задета нежеланием Марка привести её в свой дом.
Когда Ребекка приглашает большую компанию к себе в загородное поместье, она подстраивает поцелуй Бриджит и своего кузена. Трещина в отношениях с Марком растёт в результате невозможности отвязаться от строителя. У Бриджит появляется дырка в стене и исчезает бойфренд. Решив сосредоточиться на своей карьере, героиня получает возможность сделать интервью с «мистером Дарси» — Колином Фёртом. Но интервью проходит не совсем по задуманному плану, и Бриджит решает повременить с карьерой свободного журналиста.
Подруга Бриджит Джуд объявляет, что выходит замуж за своего старого кавалера Подлеца Ричарда. Шерон и Бриджит в шоке, ведь Подлец Ричард был признан Запудривателем мозгов навеки. Ребекка снова приглашает друзей в свой дом, Бриджит и Шерон, получив приглашение в последний момент, селятся в домике для прислуги. Ребекка, стремясь привлечь всеобщее внимание, прыгает с моста и подворачивает ногу. Примерно в это же время Джайлс Бенвик травится в своей комнате.
Бриджит и Шерон решают поехать в отпуск в Таиланд. Накануне отъезда на вечере поэзии в клубе своей матери Бриджит снова сталкивается с Марком, и эта встреча вновь напоминает ей, как она его любит. Уехав в Таиланд, девушки знакомятся с Джедом — очаровательным молодым человеком. Когда их грабят, он одалживает им деньги на дорогу домой. В аэропорту Бриджит задерживают за контрабанду наркотиков. В тюрьме она старается всеми силами доказать, что невиновна. Подруги дают знать, что к делу подключился Марк Дарси.
После освобождения Бриджит становится ясно — так дальше жить нельзя. Во время общенациональной трагедии (траура по принцессе Диане) Бриджит присылают посылку с угрозой. Полиция рекомендует ей пожить в другом месте. Бриджит переезжает в дом Марка. По совету матери она рассказывает ему о своих чувствах, Марк делает то же самое. Они понимают, как много потеряли.
На свадьбе Джуд и Подлеца Ричарда Бриджит слышит, как Марк окончательно объясняется с Ребеккой. А перед Рождеством Марку предлагают интересную работу в стране, куда Бриджит меньше всего хочется возвращаться. Но с любимым она готова на край света. «Надо только выпить бокальчик вина и выкурить сигарету».

### Параллели с романом «Доводы рассудка»
| Бриджит Джонс: грани разумного | Доводы рассудка |
| --- | --- |
| Бриджит разрывает отношения с Марком Дарси, последовав советам друзей и рекомендациям психологических книг.                                                                            | Энн Эллиот разрывает помолвку с капитаном Уэнтвортом, последовав советам своей крёстной леди Рассел. |
| Соперницей Бриджит становится её хорошая знакомая. | Соперницей Энн становится её родственница Луиза. |
| Джайлс Бенвик, коллега Марка Дарси, разводится. Бриджит подсказывает ему, какие психологические книги почитать, чтобы стало легче.                                                     | Джеймс Бенвик, друг Фредерика Уэнтворта, теряет невесту. Энн утешает его, рекомендуя стихи и прозу, которыми утешалась сама при разбитом сердце.                                                         |
| Ребекка прыгает с моста, чтобы доказать свою решительность, и подворачивает ногу. Она остаётся один на один с Джайлсом Бенвиком и на почве чтения психологических книг сходится с ним. | Луиза Мазгроув прыгает с пирса, чтобы показать, что она умеет стоять на своём, и ударяется головой. Во время лечения она сближается с Джеймсом Бенвиком на почве поэзии и соглашается на помолвку с ним. |
| Бриджит и Шерон уезжают в Таиланд, где знакомится с Джедом, который обманывает девушек.                                                                                                | Энн едет в Бат, к отцу и сестре, где ей представляют Уильяма Эллиота. Он оказывается бесчестным человеком, способным на подлость и предательство.                                                        |
| Марк Дарси спасает Бриджит от двух назойливых детей, стаскивая их с её спины. | Капитан Уэнтворт освобождает Энн от повисшего на спине племянника. |

## Персонажи
Помимо основных героев, которые «перешли» из первой части, в романе фигурируют:
- Ребекка[к. 3] — подруга Бриджит, Джуд, Шерон и Магды. Лишь упоминается несколько раз в первой части, во второй ей отведено место отрицательной героини. Она всеми силами пытается отбить Марка Дарси у Бриджит, выставляя её в глупом положении в различных ситуациях и заставляя постоянно попадать впросак. В результате ей удаётся разлучить Марка и Бриджит, но это не даёт ей возможности завоевать симпатии Дарси. Более того, она начинает встречаться с коллегой Марка, чтобы тот «понял, что ему нужно». Но и этот план проваливается.
- Веллингтон — обитатель племени кикуйю, которого мама Бриджит привозит «в гости» из поездки в Кению. Ему единственному удаётся сдерживать Пэм Джонс, несколько раз он помогает Бриджит советами.
- Джайлс Бенвик — коллега Марка. В начале романа он разводится с женой, и Бриджит помогает ему, посоветовав несколько психологических книг. Они несколько раз пересекаются по ходу романа, последний раз, когда Бриджит откачивает его наглотавшегося таблеток. В конце он встречается с Ребеккой, но та не ставит его в грош.
- Элейн Дарси[к. 4] — мать Марка Дарси, только упоминается в первой книге, во второй развивается в полноценного персонажа. Она поддерживает Бриджит во время кризиса отношений с Марком и заставляет сына признаться в своих чувствах.
- Адмирал Дарси[к. 5] — отец Марка Дарси.
- Констанс — трёхлетняя дочь Магды и Джереми, друзей Бриджит. Близко, насколько это возможно для ребёнка, дружит с последней.
- Джед[к. 6] — «красавец, похожий на Харрисона Форда», спутник Бриджит и Шерон на отдыхе в Таиланде. Обманывает девушек, подбрасывая им наркотики, из-за чего Бриджит оказывается в тюрьме.

## Экранизация
- «Бриджит Джонс: Грани разумного» — британский фильм, снятый по роману, вышел на экраны в 2004 году. Рене Зельвегер, Колин Фёрт и Хью Грант'[к. 7] повторили свои роли. Роль Ребекки Гиллис исполнила Джасинда Барретт.

## Комментарии
1. ↑  Как капитан Джеймс Бенвик, друг капитана Уэнтворта.
2. ↑  В «Дневнике Бриджит Джонс» не упоминалось, что отец Марка был адмиралом.
3. ↑  Отсылка к Луизе Мазгроув, родственнице Энн Эллиот.
4. ↑  Отсылка к миссис Крофт, сестре капитана Уэнтворта.
5. ↑  Утрированный образ адмирала Крофта.
6. ↑  Вместе с Дэниэлом Кливером — собирательный образ Уильяма Эллиота.
7. ↑  В романе герою Хью Гранта отводится гораздо меньшая роль, чем в фильме.